# 阿瓦隆 (电影)
《歡迎光臨虛擬天堂》，中國一般翻譯為《阿瓦隆》(非官方翻譯，由影迷自譯，中國未上映過該片)，由日本導演押井守在2001年所製作的科幻電影。電影的名稱來自傳說中亞瑟王長眠的島嶼阿瓦隆。

## 概觀
劇情發生在暗淡無望的未來，人們沉溺於一種非法的虛擬現實的電玩遊戲，稱為阿瓦隆(Avalon)。縱使這個遊戲會使人的腦死，仍然受到廣大群眾的歡迎。遊戲玩家Ash(由波蘭演員Małgorzata Foremniak飾演)，得知Avalon中隱藏著某個祕密的層級(Level)，故事環繞在Ash尋求進入這個層級的方法。
電影裡利用褐色調濾鏡來模糊現實世界和遊戲之間的界線。
電影的步調和手法是典型的押井守風格。相對緩慢的步調刻劃出Ash所居住世界的世俗和遊戲中的刺激與興奮。電影中最大的特點是巴吉度獵犬，自從押井守飼養過後就經常性的出現在他的作品中。
電影配樂由押井守的搭檔川井憲次製作。

## 反應
除了導演、製作和配樂是由日本的工作人員擔任，電影由波蘭的電影公司協作，波蘭演員演出，採用波蘭語對話的腳本，且多半在波蘭的弗羅茨瓦夫取景。
2004年在日本的讀賣新聞裡押井守認為要在日本拍攝這部片是不可能的，他並不想採用日本工作人員，電影應該在英國或愛爾蘭拍攝，而波蘭的城鎮景色也很符合我對電影的意象。
2001年，Avalon在西班牙的Catalonian International Film Festival獲得最佳攝影；2002年在英國的Sci-Fi-London獲得最佳影片。
然而，電影僅在北美地區公開(以及從亞洲輸入流通的盜版DVD)，遲至2003年才由米拉麥克斯影業發行DVD。北美區發行的版本還加入了講解的配音；選擇這個選項觀看電影時並不會有英文配音，但在字幕中仍然會顯示對話。英國區的免費DVD版本則是用字幕來講述與亞瑟王的關聯，但不會出現額外的對話。
另外在法國和某些地區的版本也有僅針對波蘭語歌劇部分才出現的字幕。

## 故事劇情
在某個未知的年代有一種全新形態虛擬現實的遊戲。玩家利用現代或是中古世紀的武器在被稱為戰爭的世界裡戰鬥著；但層級越高玩家的精神最後可能會滯留於遊戲當中，而肉體
則虛度於現實世界裡的醫院。
主角Ash(職業為戰士)曾經與另外兩個玩家，Stunner(盜賊)與Murphy(主教)，在遊戲裡組成名為巫師的隊伍。隊伍解散之後Ash秉持著個人行動的原則在遊戲中生存，Stunner則因巫師過去的盛名而得以生存；Murphy與Ash遵循著相同原則，但最後成了精神滯留遊戲當中的"未歸者"(unreturner)。
Ash為探究進入隱藏SA級的方式而得到的情報指出，進入SA級的一種可能性就是成為未歸者，其中共通的特點就是隊伍中需要有職業為主教的玩家以引出隱藏角色"鬼魂"。為了真正進入SA級，Ash與Stunner滿足所需條件，與另一名行事神祕的高等主教組隊進入遊戲並完成任務，最後擊倒"鬼魂"。
Ash醒來之後房間的面貌完全改變，看見一旁的監視畫面上寫著"Welcom to Class Real"，主教透過監視畫面告訴Ash他的能力被改回預設值，而要通過這個階級的方式就是擊敗"未歸者"，否則這個遊戲就不會結束。在Ash完成任務後，螢幕上再度顯示"Welcome to Avalon"。

### 遊戲
Avalon是個被禁止的線上遊戲。玩家透過遊戲中賺取的額度能換取成現實世界裡的報酬，就如同現在在北美及南韓舉辦的FPS、WCG(World Cyber Games)錦標賽一樣。
押井守形容這個遊戲是"軍事RPG"。其實遊戲裡融合了RPG、FPS的要素，玩家能夠拿著狙擊槍甚至是火箭筒；以及押井守過去玩過的Wizardry系列也參雜其中。
除了上述的兩種要素外，Avalon還有玩家分級的制度，從Class C到Class A有三個階級。Class A的菁英裡流傳著一個隱藏的階級，Class SA(Special A)。要進階到下一級玩家必須擊敗如一般遊戲中出現強大的最後魔王。
進入遊戲時玩家要配戴一種頭盔，使其全部的感官能夠融入遊戲中。這種設計靈感來自於法國SF短片La Jetée。
電影裡的一項特色就是描繪出Lag，它是由於網路傳輸速度下降造成的一種錯誤。導演將這個情形描述成對玩家身體上造成的疾病損害。
影片中有一幕Ash在搭電車的場景，相似的情景出現在1999年一部押井守編寫的動畫 - 人狼 JIN-ROH。這一幕來自於押井守年輕時的經歷，當時他每天搭著陷於迴圈環繞的山手線。

## 演員
- Małgorzata Foremniak - Ash
- Władysław Kowalski - Game Master
- Jerzy Gudejko - Murphy
- Dariusz Biskupski - Bishop
- Bartek Świderski - Stunner
- Katarzyna Bargielowska - Receptionist
- Alicja Sapryk - Jill
- Michał Breitenwald - Murphy of Nine Sisters
- Zuzanna Kasz - Ghost
- Jarosław Budnik - Cooper (voiceover)
- Andrzej Dębski - Cusinart (voiceover)
- Beszamel - Ash's Dog

## 外部連結
- 互联网电影数据库（IMDb）上《Avalon》的资料（英文）
- AllMovie上《Avalon》的资料（英文）
- Avalon （页面存档备份，存于） at Rotten Tomatoes
- Nine Sisters: Avalon, a UK perspective （页面存档备份，存于）
- Official Polish website
- . Japanese Movie Database.   [2007-07-21]. （原始内容存档于2007-08-15） （日语）.
- 鐳射企業官網上《網絡殺人遊戲 （页面存档备份，存于）》的DVD資料 （繁體中文）